# Campus

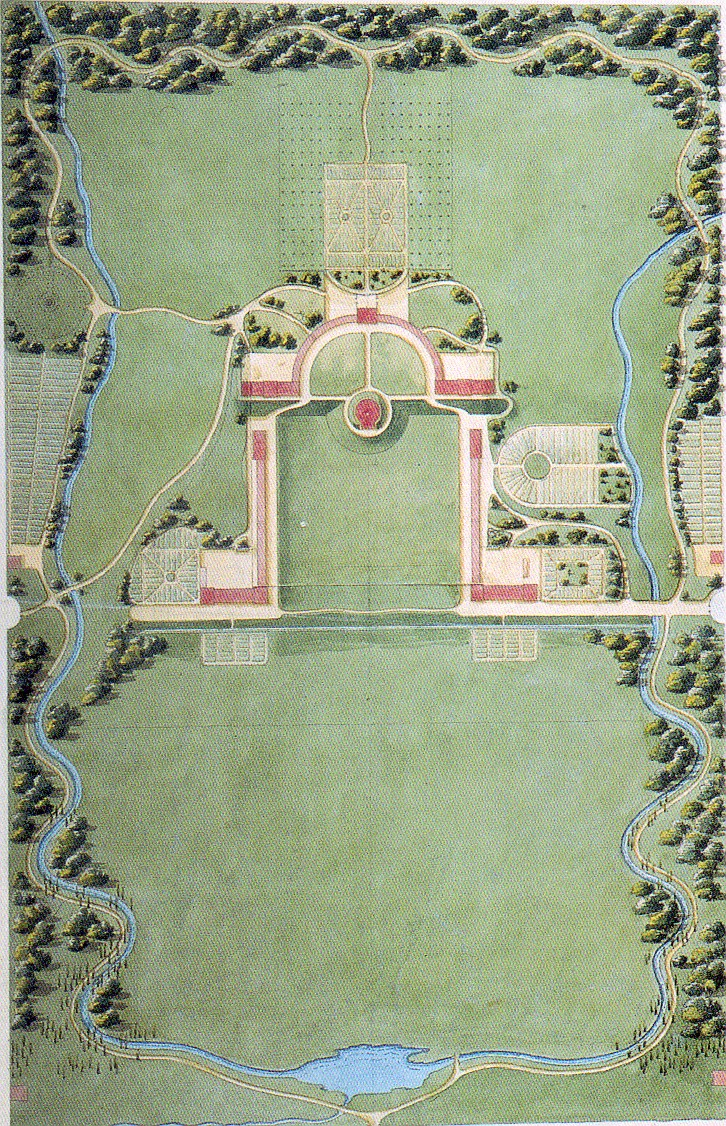
O plano original de 1813 de Joseph-Jacques Ramée para o Union College em Schenectady, Nova Iorque, o primeiro campus totalmente planejado nos Estados Unidos

Mapa do campus principal da Universidade Laval na cidade de Quebec, Canadá

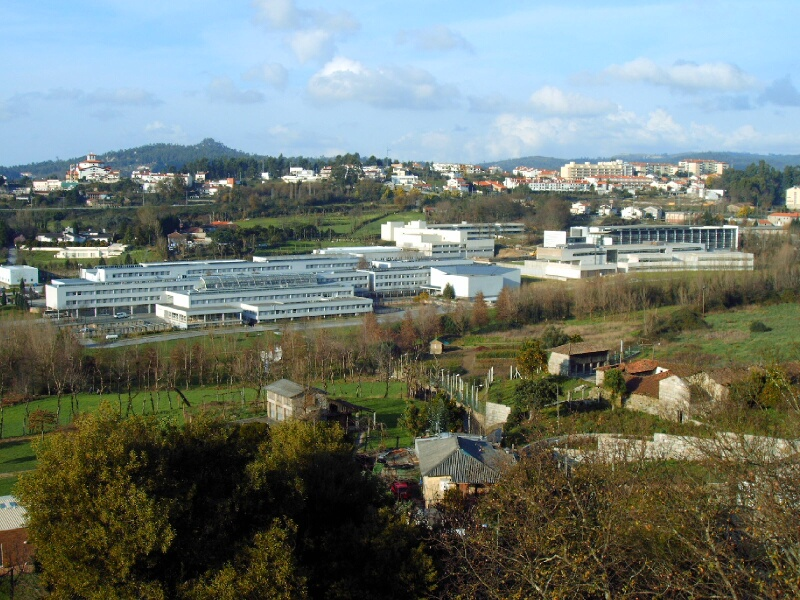
Campus de Azurém da Universidade do Minho, em Guimarães, Portugal

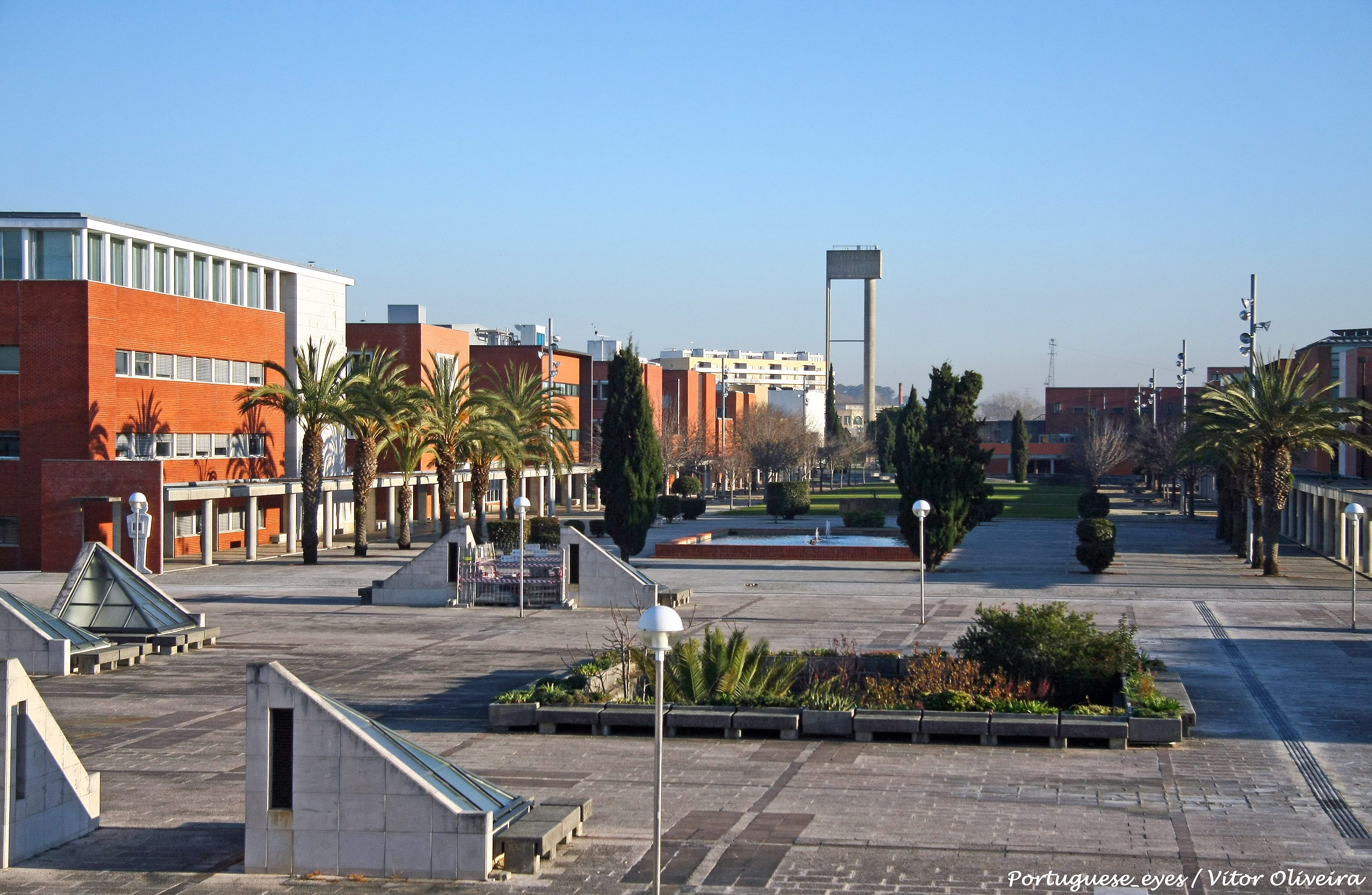
Campus de Santiago da Universidade de Aveiro

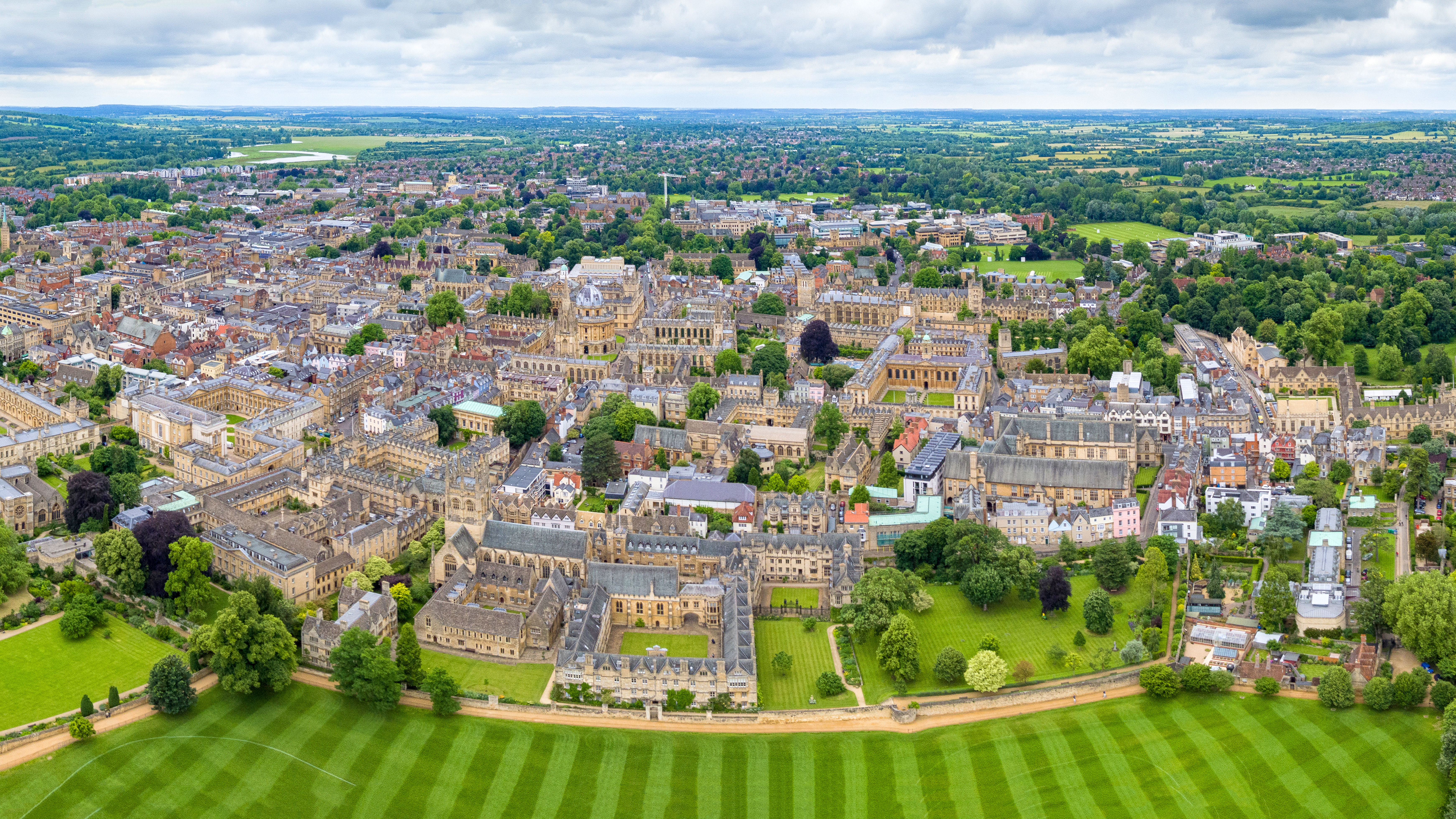
Um panorama aéreo de Oxford de 2016. A Universidade de Oxford não tem um campus central; os muitos prédios da universidade estão espalhados pela cidade.

Campus (em português: câmpus, no singular e no plural; também campi, no plural) é tradicionalmente a área onde estão situados os edifícios de uma instituição ou conjunto de instituições, de ensino, religiosa ou de investigação científica, ou tecnológica, faculdade ou universidade e a suas instalações relacionadas. Normalmente, um campus universitário inclui bibliotecas, salas de aula, residências estudantis, centros estudantis ou refeitórios, além de espaços com características semelhantes a parques.
Quando se refere a um estabelecimento de ensino, também pode ser denominado como recinto universitário, albergando todas as instituições dentro da universidade propriamente dita. Pode ser denominada cidade universitária ou polo universitário, principalmente se as dimensões forem consideráveis.
Há controvérsia relativa à grafia correta do termo, bem como do seu plural. Por se tratar de um termo de origem latina, muitos linguistas defendem a grafia "câmpus", com plural invariável ("o câmpus", "os câmpus"). Há paralelismo com outras palavras de origem latina de uso corrente no português, como ônibus, ônus, bônus, etc.

## Etimologia
A palavra campus deriva do termo latino que na língua portuguesa significa literalmente "campo" ou "área aberta" e foi usada pela primeira vez em 1774 para descrever o grande campo adjacente ao Nassau Hall da Universidade de Princeton (antigo College of New Jersey). Esse campo separava Princeton da pequena cidade vizinha.
Posteriormente, algumas outras faculdades americanas adotaram o termo para descrever campos específicos nas suas instituições, mas "campus" ainda não se referia à propriedade inteira da universidade. Uma escola poderia ter um espaço chamado campus, outro chamado campo e ainda outro chamado pátio.

## História
A tradição de um campus iniciou nas universidades medievais europeias, onde estudantes e professores viviam e trabalhavam juntos num ambiente fechado e isolado. Essa ideia da importância do ambiente para a vida acadêmica posteriormente migrou para a América, e as primeiras instituições educacionais coloniais foram baseadas no sistema colegiado escocês e inglês.
O conceito de campus evoluiu do modelo fechado da Europa para uma variedade de estilos independentes nos Estados Unidos. As primeiras faculdades coloniais foram construídas em estilos proprietários, com algumas sendo contidas em edifícios únicos, como o campus da Universidade de Princeton, ou organizadas numa versão do claustro que refletia os valores americanos, como Harvard. Tanto os designs dos campi quanto a arquitetura das faculdades em todo o país evoluíram em resposta às tendências do mundo mais amplo, representando uma combinação de diferentes estilos e arranjos contemporâneos e históricos.

## Usos
O significado de campus expandiu para incluir toda a propriedade institucional da universidade durante o século XX, embora o significado antigo tenha persistido em alguns lugares até a década de 1950.

### Escritórios
Nos anos 1990, o termo campus começou a ser usado para descrever complexos de edifícios de escritórios de empresas, sendo notavelmente utilizado quando o campus Infinite Loop da Apple foi construído, destinado exclusivamente à pesquisa e desenvolvimento na época. O Microsoft Campus em Redmond, Washington, é outro exemplo desse uso, embora tenha sido construído nos anos 1980, antes de o termo ser aplicado a propriedades corporativas. No século XXI, até hospitais e aeroportos passaram a utilizar o termo para descrever o território das suas instalações.

### Universidades
A palavra campus também foi aplicada a universidades europeias, embora algumas dessas instituições (em particular, universidades "antigas" como Bolonha, Pádua, Oxford e Cambridge) sejam caracterizadas pela posse de edifícios individuais em configurações urbanas semelhantes a cidades universitárias, em vez de vastos gramados semelhantes a parques nos quais os edifícios estão dispostos.